# 西郷村 (佐賀県)
西郷村（さいごうむら）は、佐賀県神埼郡にあった村。現在の神埼市の一部にあたる。

## 地理
- 河川：城原川[3]、中地江川（犬童川）[4]
- 山岳：早稲隈山[5]、日の隈山[6]

## 歴史
- 1889年（明治22年）4月1日、町村制の施行により、神埼郡横武村、姉川村、竹村、尾崎村、本告牟田村（一部、後の西小津ヶ里・枝ヶ里を除く）が合併して村制施行し、西郷村が発足[1][2]。旧村名を継承した横武、姉川、竹、尾崎、本告牟田の5大字を編成[2]。
- 1955年（昭和30年）3月31日、神埼郡神埼町、仁比山村と合併し、神埼町が存続して廃止された[1][2]。合併後、神埼町大字横武・姉川・竹・尾崎・本告牟田となる[2]。

### 地名の由来
江戸時代、当地域が西郷と称されていたため。

## 産業
- 農業[2]
- 産物：米、大豆、藁細工、木蝋、ソラマメ、陶器、生糸、粟[2]

## 教育
- 1893年（明治26年）村内の各分校を統合して、横大路尋常小学校、千速尋常小学校を開校[2]。1902年（明治35年）千速校を西郷第一尋常小学校に、横大路校を西郷第二尋常小学校に改称[2]。1908年（明治41年）両校を統合し西郷尋常高等小学校となり大字横武に設置[2]。
- 1913年（大正2年）鶴田に神埼郡地主組合立農産学校が開校[2]。1915年（大正4年）郡立神埼農産学校に改称[2]。1923年（大正12年）県立神埼農学校に改称[2]。（現佐賀県立神埼清明高等学校）